# Cathédrale de la Présentation de Karpinsk
La cathédrale de la Présentation ou cathédrale de la Présentation de Marie au Temple est une cathédrale orthodoxe située dans la ville de Karpinsk, oblast de Sverdlovsḱ. C'est un exemple de baroque sibérien tardif et un édifice remarquable de la fédération de Russie. 

## Histoire
L'église paroissiale de la Présentation a été construite en 1761 sur le territoire de l'usine de Bogoslovks (devenu la ville même de Karpinsk en 1941) chargée d'extraire le cuivre et le charbon des mines de la région. C'est le fondateur de l'usine qui finança la construction de l'église, Mikhaïlovitch Pokhodiachine, avec la bénédiction du métropolite de l'éparchie de Tobolsk et Tioumen, Pavel Konioskévitch . L'église située à l'étage inférieur a été dédiée à la fête de la Présentation de Marie au Temple par l'archimandrite Tikhon, du monastère Nikolaïsevski. La partie supérieure de l'église a été construite et consacrée par l'évêque de Tobolsk et de Sibérie Pétrov Varlaam, et dédiée en 1776 à l'apôtre-évangéliste Saint- Jean, par l'archimandrite du monastère de Féodocie à Verkhotourski. Durant l'une de ses expéditions en Russie, le 11 juillet 1770, le botaniste allemand Peter Simon Pallas visite l'église lors de la construction du second étage. Les briques nécessaires à la construction ont été produites par une fabrique située à proximité de l'église. Les accessoires et ustensiles liturgiques ont été fournies par M. Pokhodiachine. 
La paroisse est née en même temps que la création de l'usine de Bogoslovsk et ce sont les ouvriers et les employés qui en faisaient partie. S'y ajoutaient les habitants du village de Kakvy situé à 17 kilomètres et de Lobvy situé à 37 kilomètres. En 1902 la paroisse comprend 4 336 personnes.   
Le doyen de l'église Stepan Popov (1827—1897), y a servi pendant 20 ans. C'était le père d'un des inventeurs de la radio, Alexandre Popov (physicien).
Dans les années 1930, la cathédrale a été fermée au culte par les autorités soviétiques. Son archiprêtre Vassili Slovtsov (1844—1924) est condamné le 22 mai 1922, par un tribunal révolutionnaire, à cinq ans de prison. Il est gracié mais interdiction lui est faite de résider dans le district de Verkhotourtski. À plusieurs reprises, le bâtiment a fait l'objet de projets et de tentatives de destructions par les autorités soviétiques, mais seul le clocher d'une hauteur de 57 mètres a finalement été détruit. L'édifice fait l'objet d'une restauration encore en cours.

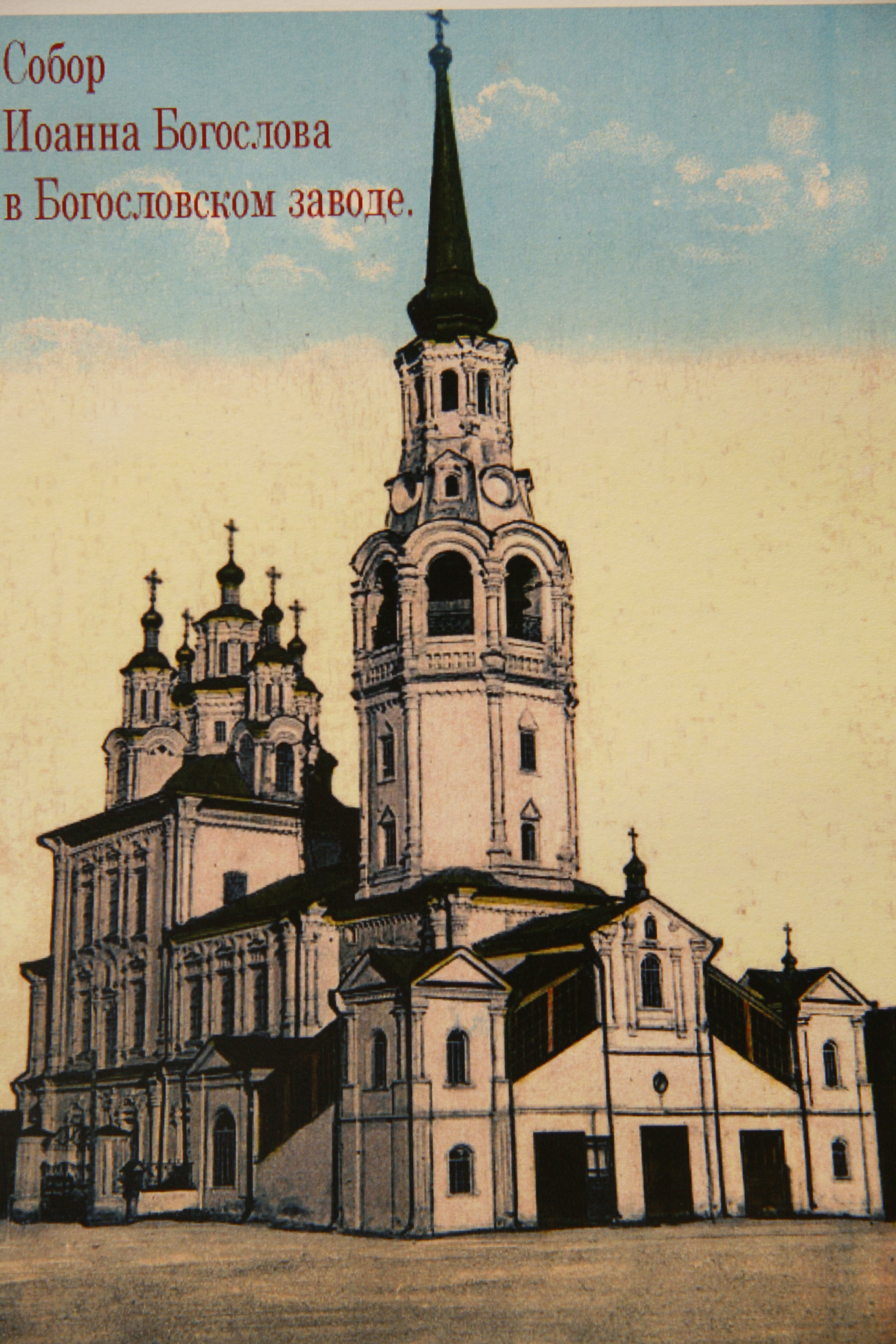
cathédrale avant la démolition du clocher
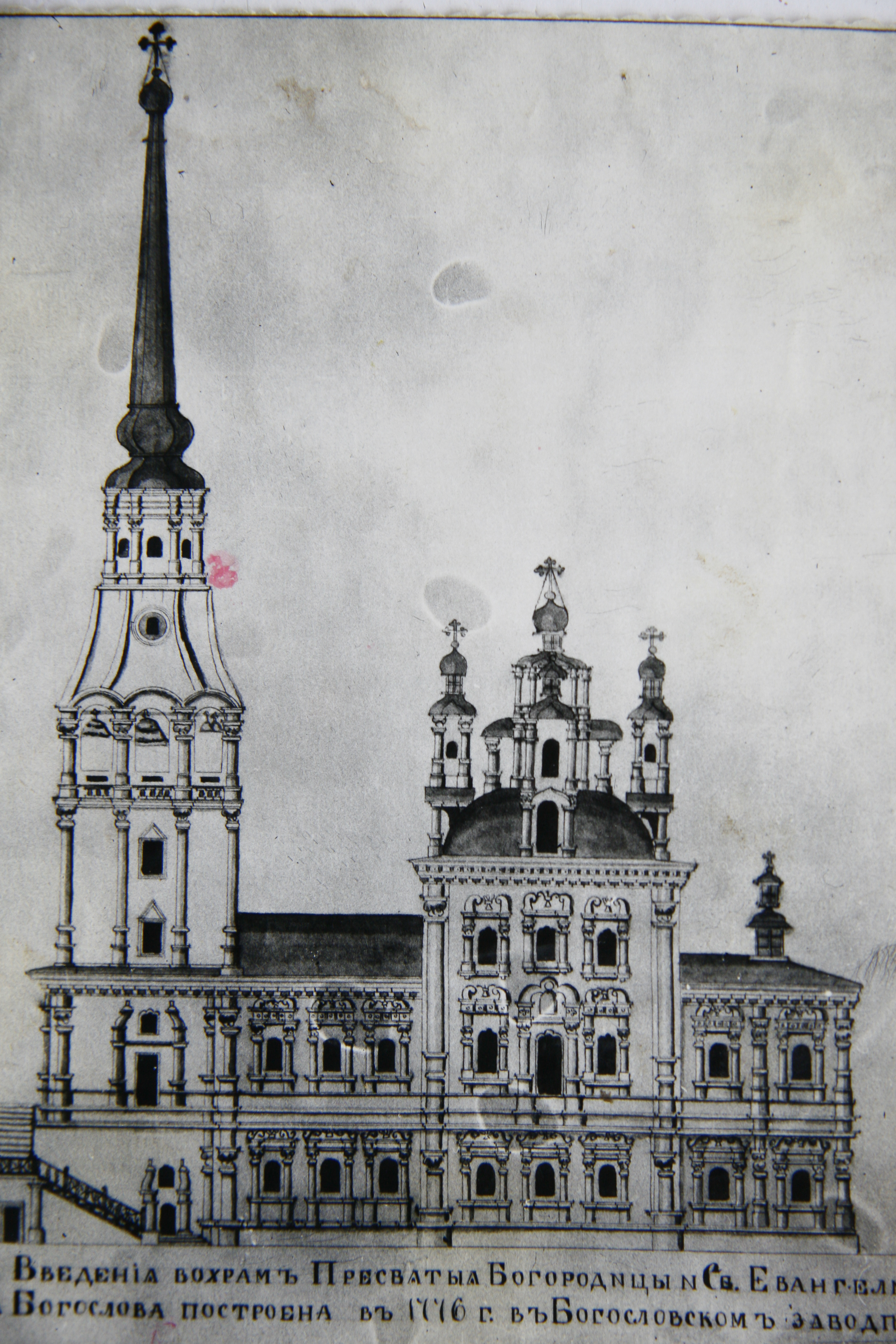
dessin de la façade de la cathédrale